# بورتو كريستو
بورتو كريستو هي مدينة صغيرة على الساحل الشرقي لمالوركا. تقع على بعد 13.8 كم من مدينة ماناكور وضمن بلدية ماناكور.